# Chlorek sulfurylu
Chlorek sulfurylu, SO
2Cl
2 – nieorganiczny związek chemiczny z grupy chlorków kwasowych.

## Otrzymywanie
Otrzymywany jest w bezpośredniej reakcji pomiędzy dwutlenkiem siarki i chlorem, z węglem aktywnym jako katalizatorem. Bez udziału katalizatora reakcja ta zachodzi niezwykle powoli:
SO
2 + Cl
2 ⇌ SO
2Cl
2

## Właściwości
W warunkach pokojowych jest bezbarwną cieczą o ostrym zapachu. Produkt techniczny, zawierający niewielkie ilości SO
2 i Cl
2, może mieć barwę jasnożółtą. Chlorek sulfurylu jest niestabilny, rozkłada się z wydzieleniem dwutlenku siarki i chloru, jednak w temperaturze poniżej 200 °C stopień rozkładu jest niewielki.
Nie rozpuszcza się w wodzie, natomiast reaguje z nią, tworząc kwas siarkowy i chlorowodór:
SO
2Cl
2 + 2H
2O → H
2SO
4 + 2HCl↑
Reakcja ta jest silnie egzotermiczna, w temperaturze pokojowej przebiega wolno, jednak w wyższych temperaturach lub w obecności związków katalizujących ją (np. jodu) przebiega wybuchowo. Z wodą o temperaturze bliskiej 0 °C może tworzyć hydraty SO
2Cl
2·15H
2O.

## Zastosowanie
Chlorku sulfurylu używa się w syntezie organicznej. Służy przede wszystkim do sulfonowania i chlorowania.